# Burgen, Mayen-Koblenz
Burgen là một đô thị thuộc thuộc huyện Mayen-Koblenz, phía tây nước Đức. Đô thị Burgen, Mayen-Koblenz có diện tích 11,27 km², dân số thời điểm ngày 31 tháng 12 năm 2006 là 776 người.